# Timothy Lam
Timothy Lam (* 24. August 1997 in Hongkong) ist ein US-amerikanischer Badmintonspieler.

## Karriere
Timothy Lam wurde 2014 Juniorenpanamerikameister. 2019 gewann der die Zambia International. Bei den Giraldilla International des gleichen Jahres wurde er Dritter, bei der Carebaco-Meisterschaft 2019 Zweiter. Bei der Peru Future Series 2020 belegte er Rang drei. 2021 qualifizierte er sich für die Olympischen Sommerspiele des gleichen Jahres.

## Erfolge
| Saison | Veranstaltung                                   | Disziplin | Platz | Name                          |
| ------ | ----------------------------------------------- | --------- | ----- | ----------------------------- |
| 2007   | US-amerikanische Juniorenmeisterschaft U11 2007 | MD        | 1     | Timothy Lam / Christopher Kan |
| 2007   | US-amerikanische Juniorenmeisterschaft U11 2007 | XD        | 1     | Timothy Lam / Crystal Pan     |
| 2007   | US-amerikanische Juniorenmeisterschaft U11 2007 | MS        | 1     | Timothy Lam                   |
| 2008   | US-amerikanische Juniorenmeisterschaft U13 2008 | XD        | 2     | Timothy Lam / Christine Yang  |
| 2008   | US-amerikanische Juniorenmeisterschaft U13 2008 | MD        | 2     | Timothy Lam / Jin Peng        |
| 2009   | Juniorenpanamerikameisterschaft U13 2009        | MD        | 1     | Timothy Lam / Darren Yang     |
| 2011   | US-amerikanische Juniorenmeisterschaft U15 2011 | MD        | 1     | Timothy Lam / Justin Ma       |
| 2013   | US-amerikanische Juniorenmeisterschaft U17 2013 | MD        | 1     | Timothy Lam / Justin Ma       |
| 2013   | US-amerikanische Juniorenmeisterschaft U17 2013 | XD        | 1     | Timothy Lam / Angela Zhang    |
| 2013   | US-amerikanische Juniorenmeisterschaft U17 2013 | MS        | 1     | Timothy Lam                   |
| 2014   | Juniorenpanamerikameisterschaft U19 2014        | MS        | 1     | Timothy Lam                   |
| 2019   | Zambia International 2019                       | MS        | 1     | Timothy Lam                   |
| 2019   | Giraldilla International 2019                   | MS        | 3     | Timothy Lam                   |